# Adolfo Covi
Adolfo Covi (Milaan, 1932 - Monda, 6 september 1959) was een Italiaans tennisser en motorcoureur.

## Biografie
Covi begon zijn sportcarrière als tennisser. Hij maakte deel uit van het nationale juniorenteam dat deelnam aan de Coppa de Galea van 1951. Een van zijn beste resultaten was het behalen van de halve finale in het Siciliaanse kampioenschap van 1955, waarin hij verloor van Nicola Pietrangeli. Hoewel hij goed presteerde in de Italiaanse tweede divisie, verlegde hij zijn aandacht naar de motorsport. Tijdens een training in Monza ontmoette hij Ferruccio Gilera, de zoon van Giuseppe Gilera, oprichter van het motorfietsmerk Gilera. Gilera grossierde in die tijd in wereldtitels. Gilera en Covi raakten bevriend. In het seizoen 1958 kreeg Adolfo Covi voor het eerst een start in het wereldkampioenschap wegrace. In de Grand Prix des Nations werd hij verdienstelijk twaalfde met een Norton 30M.
In het seizoen 1959 startte hij opnieuw in Monza, maar bij het uitkomen van de Lesmo-bocht raakte hij een talud waarbij hij een schedelbasisfractuur en een fractuur van een wandbeen opliep. Hij overleed aan die verwondingen.  

## Wereldkampioenschap wegrace resultaten
| Jaar | Klasse | Team  | Motorfiets | 1     | 2     | 3     | 4     | 5     | 6     | 7      | 8       | Punten |
| ---- | ------ | ----- | ---------- | ----- | ----- | ----- | ----- | ----- | ----- | ------ | ------- | ------ |
| 1958 | 500 cc | Privé | Norton 30M | IOM - | NED - | BEL - | DUI - | ZWE - | ULS - | NAT 12 |         | 0      |
| 1959 | 500 cc | Privé | Norton 30M | FRA - | IOM - | DUI - | NED - | BEL - | ZWE - | ULS -  | NAT (†) | 0      |